# 马里安·库谢夫斯基
马里安·库谢夫斯基（波蘭語：Marian Kuszewski，1933年10月31日—2012年3月5日），波兰男子击剑运动员。他曾代表波兰参加1956年和1960年夏季奥林匹克运动会击剑比赛，获得二枚银牌。